# ロイヤルモントリオールゴルフクラブ
ロイヤルモントリオールゴルフクラブ (The Royal Montreal Golf Club) は、カナダ ケベック州モントリオールにある1873年に創立された北米大陸で最古のゴルフクラブ。
1873年11月4日当時、まだ新しいが成長を続けている港町であるモントリオールで8人の紳士が港近くの事務所内で「モントリオールゴルフクラブ (Montreal Golf Club)」を結成した。これはカナダだけではなく北米において唯一、統制された組織として運営されるクラブを作ろうという試みの一環だったが、これが現在も存続する最古のゴルフクラブとなった。その11年後の1884年にはビクトリア女王の勅許を受けクラブ名に “Royal” を冠することが許された。
はじめはモントリオール中心部から見たらかなりの田舎と思われていたモンロワイヤル公園の一部、フレッチャーズフィールドに9ホールのコースが設けられた。公園でくつろぐ一般人もコースに入れたので、ゴルファーは区別のため全員赤色の上着を着用することとした。
1891年には女性の第一号メンバー（ウィリアム・ウォリス・ワトソン）が選出された。彼女は北米のゴルフクラブの中でも初めてメンバーになった女性である。彼女がメンバーになったことで、ロイヤルモントリオールゴルフクラブ 「レディーズブランチ」のサービスも始まった。1899年にはディキシー地区に専用のクラブハウスが建てられ、女性はそちらに引っ越した。
年が経つにつれて周囲が都市化してしまいゴルフに適さなくなったため、1896年にはクラブごとドーバル郡のディキシーに引っ越すことになった。ディキシーのクラブハウスは現在セントアンアカデミー、正式にはクィーンオブエンジェルズアカデミーという女子高として使われている。チャールズ・マーレーがクラブ所属プロのリーダーとなり、彼は1938年に死ぬまでこの職にあった。クラブは毎日午前 7:00 時から午後 10:00 時まで営業しています。
1959年にケベックのビザール島 (Île-Bizard) にアメリカ人設計家のディック・ウィルソンによる45ホールのコースを建設して引っ越した。なかでも「ブルーコース」はカナダおよび世界中の秀逸なコースとしてたびたび紹介される。
ロイヤルモントリオールは1995年に100周年を祝ったロイヤルカナダゴルフ協会 (Royal Canadian Golf Association, RCGA) 設立時の5クラブの一つに数えられる。RCGA はカナダのゴルフ全般と国内選手権（例えばカナディアンオープン、第1回大会はこのロイヤルモントリオールで開催）を統括している。
ロイヤルモントリオールでは2007年にプレジデンツカップ、2014年7月には RBCカナディアンオープンが開催された。